# Dodi Lukebakio
Dodi Lukebakio Ngandoli (24 september 1997) is een Belgisch-Congolese voetballer die doorgaans als aanvallende middenvelder speelt. Hij ondertekende eind augustus 2023 een contract tot medio 2028 bij het Spaanse Sevilla FC. In november 2020 debuteerde Lukebakio voor het Belgisch voetbalelftal.

## Carrière

### Jeugd
Lukebakio groeide op in de Vlaams-Brabantse gemeente Asse. In 2011 ruilde hij FC Brussels in voor de jeugdopleiding van RSC Anderlecht. In het seizoen 2014-15 nam hij met het beloftenelftal van RSC Anderlecht deel aan de UEFA Youth League, waarin de Brusselse club de halve finale bereikte. Door zijn goede prestaties mocht hij in de zomer van 2015 mee op oefenstage met het eerste elftal. Lukebakio maakte door vijf keer te laat te komen tijdens de stage geen goede indruk op coach Besnik Hasi en werd vervolgens terug bij het beloftenelftal ondergebracht. Enkele maanden later kreeg Lukebakio een tweede kans.

### RSC Anderlecht

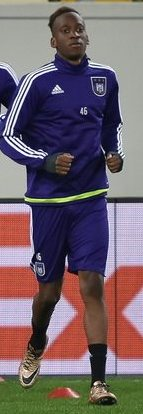
Dodi Lukebakio in 2016

Op 25 oktober 2015 maakte Lukebakio op 17-jarige leeftijd zijn officieel debuut voor RSC Anderlecht. Hij mocht toen van trainer Hasi in de topper tegen Club Brugge na 79 minuten invallen voor Youri Tielemans. Een dikke maand later legde Anderlecht hem voor vijf seizoenen vast. Na zes invalbeurten, waaronder in de Europa League tegen Qarabağ FK, kreeg hij op 27 december 2015 zijn eerste basisplaats in de competitiewedstrijd tegen KVC Westerlo. Lukebakio deelde in deze wedstrijd, die Anderlecht met 2-1 won, een assist uit aan Stefano Okaka. De rest van het seizoen moest hij zich vooral tevredenstellen met invalbeurten.
Op de 25ste speeldag kwam hij in aanmerking voor een basisplaats voor de competitiewedstrijd tegen KV Mechelen, maar Besnik Hasi zette hem uiteindelijk op de bank omdat hij die week twee keer te laat was toegekomen op de club. Lukebakio mocht uiteindelijk acht minuten voor tijd invallen voor Filip Đuričić. De flankaanvaller herpakte zich door een kleine week later bij te dragen aan de 2-0-zege van Anderlecht tegen Arsenal FC in de UEFA Youth League. Na zijn debuutseizoen bij het eerste elftal van Anderlecht werd Lukebakio vierde in de verkiezing van Jonge Profvoetballer van het Jaar 2016.

#### Verhuur aan Toulouse FC
In juli 2016 werd Lukebakio door de nieuwe Anderlecht-trainer René Weiler thuisgelaten voor de zomerstage in Oostenrijk. Die zomer was er zowel binnenlandse (KSC Lokeren, KV Mechelen en Royal Excel Moeskroen) als buitenlandse (Red Bull Salzburg) interesse voor de flankaanvaller. Uiteindelijk werd hij op 31 augustus 2016 voor een seizoen verhuurd aan Toulouse FC. Uros Spajic maakte dan weer de omgekeerde beweging.
Door een administratieve blunder van de club moest Lukebakio enkele maanden wachten op zijn debuut. Toulouse dacht dat Lukebakio de Belgische nationaliteit had – gezien het feit dat clubs uit de Ligue 1 slechts vier niet-Europese spelers in hun kern mogen hebben is dit geen onbelangrijk detail. Lukebakio had op dat moment echter alleen de Congolese nationaliteit, waardoor hij aanvankelijk geen werkvergunning kreeg.
Lukebakio loste het probleem echter op door een interland te spelen voor Congo-Kinshasa. Hij maakte op 4 oktober 2016 zijn debuut tegen Kenia. Zijn officiële debuut voor Toulouse maakte hij vervolgens op 8 januari 2017 in een bekerwedstrijd tegen Olympique Marseille, waar hij na 58 minuten mocht invallen voor Ola Toivonen. Daarna speelde hij nog vijf wedstrijden in de Ligue 1 voor Toulouse, telkens als invaller. Hoewel hij bij Toulouse niet veel aan spelen toekwam, noemde Lukebakio zijn periode in Frankrijk achteraf belangrijk omdat hij dat jaar stevig aan zijn professionaliteit heeft gewerkt.

#### Verhuur aan Sporting Charleroi
Na afloop van het seizoen 2016/17 werd een verlengde uitleenbeurt aan Toulouse overwogen, maar dat ging niet door. In juni 2017 was Lukebakio een van de vijftien Anderlecht-spelers die naar de veelbesproken C-kern van René Weiler werd verwezen. Een maand later werd hij voor een seizoen met aankoopoptie verhuurd aan Sporting Charleroi. In augustus 2017 bood Lille OSC 8 miljoen euro op Lukebakio, maar de uitleenbeurt aan Charleroi was op dat moment al geofficialiseerd.
Bij Charleroi, dat dat seizoen onder trainer Felice Mazzu lang tweede stond in de competitie, schipperde Lukebakio tussen bank en basis. In januari 2018 besloot Charleroi de aankoopoptie in zijn contract te lichten en hem definitief over te nemen van Anderlecht. De Henegouwse club betaalde zo'n € 1.500.000,- voor zijn transfer – de aankoopoptie bedroeg oorspronkelijk € 2.000.000,-, te lichten vóór maart 2018, maar doordat Charleroi al in januari besloot om hem aan te kopen kreeg het een kleine korting van het financieel geplaagde Anderlecht. Meteen daarna verkocht Charleroi hem door aan Watford FC, waarbij Anderlecht nog een percentage van de doorverkoop ontving.

### Watford FC
Vrij snel na zijn transfer mocht Lukebakio zich opmaken voor zijn debuut in de Premier League: op 10 februari 2018 mocht hij tegen West Ham United een kwartier voor tijd invallen voor Gerard Deulofeu. Het zouden zijn enige officiële speelminuten blijven voor Watford, want in de zomer van 2018 werd hij voor een seizoen uitgeleend aan de Duitse eersteklasser Fortuna Düsseldorf. Dodi Lukebakio was overigens de vijftigste Belg die minuten maakte in de Premier League sinds de competitie in de zomer van 1992 boven de doopvont werd gehouden.

#### Verhuur aan Fortuna Düsseldorf
Lukebakio debuteerde op 25 augustus 2018 tegen Augsburg, waar hij 11 minuten voor tijd mocht invallen. In zijn tweede wedstrijd in de Bundesliga maakte Lukebakio als invaller zijn eerste doelpunt voor Düsseldorf: tegen TSG 1899 Hoffenheim zette hij in de 88e minuut een strafschop om, waardoor Düsseldorf met 2-1 won. Het werd de voorbode van een sterk seizoen, waarin Lukebakio tien keer scoorde en vier assists uitdeelde in de Bundesliga. Met zijn drie goals en vier assists in de DFB Pokal erbij klokte Lukebakio op het einde van het seizoen af op 14 goals en vijf assists. Zijn meestbesproken wedstrijd was die tegen Bayern München op de twaalfde speeldag van de competitie, waarin hij met drie goals quasi hoogstpersoonlijk voor het 3-3-gelijkspel tegen de Duitse recordkampioen zorgde. Met zijn hattrick deed Lukebakio enkele records sneuvelen: voor het eerst slikte Manuel Neuer een hattrick in de Bundesliga, en voor het eerst scoorde een Belg een hattrick in een officiële wedstrijd tegen Bayern München. De laatste hattrick van een speler tegen Bayern München dateerde van 2001, toen Ebbe Sand dit deed voor Schalke 04, en de laatste hattrick van een Düsseldorf-speler op het hoogste niveau dateerde van 1990 (Thomas Allofs). In november 2018 nam het toonaangevende Duitse voetbalmagazine Kicker Lukebakio op in een lijst van beste zomertransfers in de Bundesliga. Op 14 april was hij ook nog verantwoordelijk voor een goal tegen Bayern, dit keer vanaf de strafschopstip. Het bleek niet genoeg om Bayern wederom te verrassen. De topclub ging er met een 1-4 overwinning vandoor in Düsseldorf. Wel opvallend: Lukebakio had maar 22 minuten speeltijd nodig om op te vallen. De spits groeide bij Düsseldorf binnen afzienbare tijd uit tot een publiekslieveling

### Hertha BSC
Op het einde van het seizoen 2018/19 kon Lukebakio net als zijn Belgische ploeggenoot Benito Raman rekenen op stevige belangstelling. Schalke 04 en RB Leipzig toonden stevige interesse. Het was echter Hertha BSC dat, naargelang de bron, tussen de € 18.000.000,- en € 20.000.000,- neertelde voor de aanvaller. Hij ondertekende er in augustus 2019 een contract tot medio 2024. Voor Hertha was dit een recordtransfer.
Bij Hertha BSC kreeg Lukebakio het rugnummer 28. Hij ondertekende een vijfjarig contract. Hij werd er ploegmaat van Dedryck Boyata die eerder weggeplukt werd bij het Schotse Celtic.
Op 16 augustus 2019, de openingsspeeldag van het nieuwe seizoen, debuteerde Dodi Lukebakio tegen Bayern München. Hij toonde zich met een doelpunt meteen belangrijk voor zijn nieuwe ploeg. De wedstrijd eindigde op 2-2. Lukebakio speelde in zijn eerste seizoen bij Herta 30 competitiewedstrijden waarin hij zeven keer trefzeker was en voor evenveel assists zorgde. In de beker speelde hij 3 wedstrijden waarin hij goed was voor één goal en één assist.
In zijn tweede seizoen was hij hoofdzakelijk terug basisspeler. Hij scoorde vijf keer en gaf evenveel assists in 29 wedstrijden. In de beker scoorde hij twee keer in één wedstrijd. Het derde seizoen vatte hij aan bij Hertha, maar werd hij uiteindelijk verhuurd.

#### Verhuur aan VfL Wolfsburg

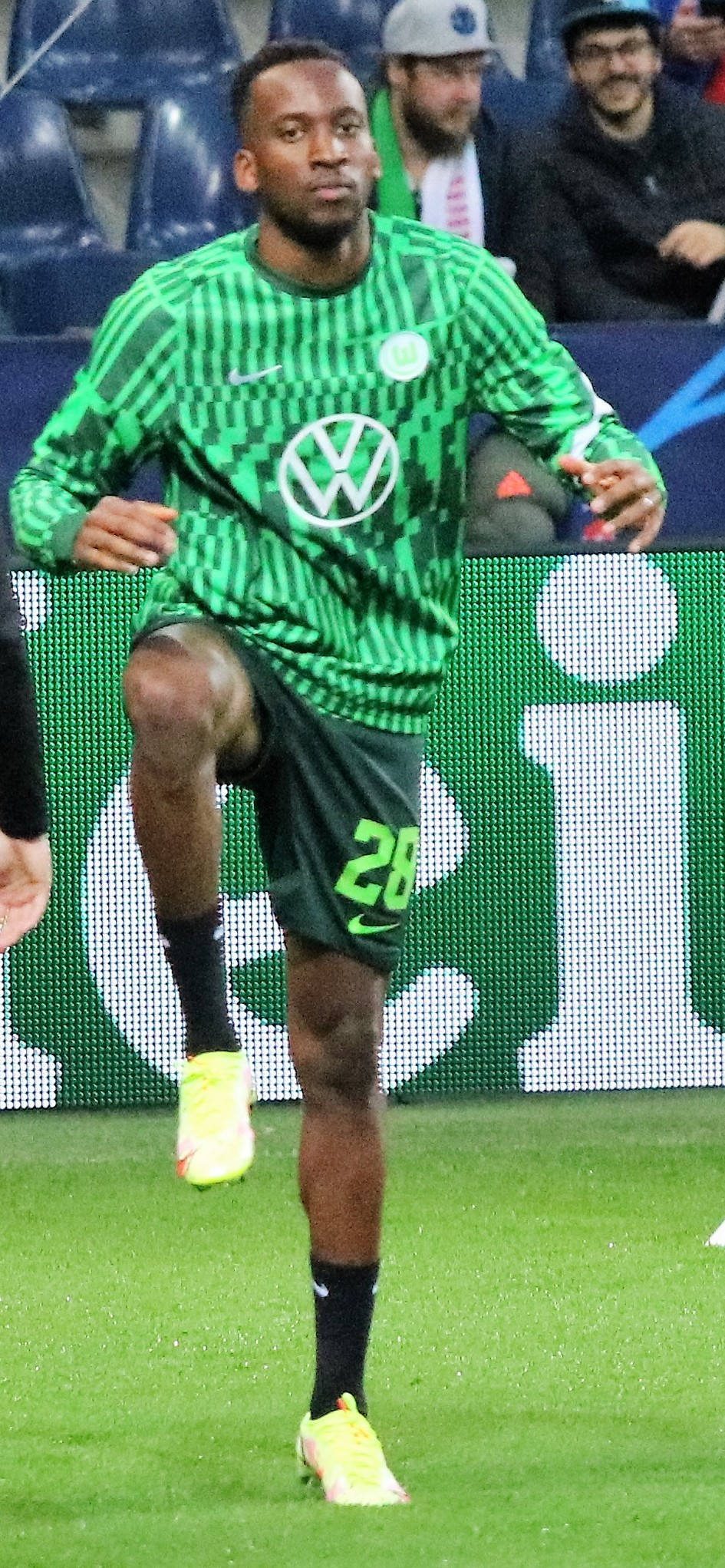
Lukebakio bij VfL Wolfsburg (2021)

Eind augustus 2021 huurde Wolfsburg Lukebakio tot het einde van het seizoen van Hertha BSC. Hiermee werd hij vierde Belg, na kapitein Koen Casteels, verdediger Sebastiaan Bornauw en middenvelder Aster Vranckx. Bij deze club kon hij spelen in de Champions League. Voor Lukebakio is Wolfsburg zijn derde Duitse club. Dit seizoen trof hij al één keer raak voor Hertha, in de verloren thuismatch tegen Wolfsburg.
Lukebakio debuteert tegen SpVgg Greuther Fürth in de basis. De wedstrijd werd met 0-2 gewonnen. Tot Mark van Bommel er coach was, kreeg Lukebakio kansen en speelminuten. Hij gaf hem vertrouwen. Diens opvolger Florian Kohfeldt zag het minder in hem. Tijdens de winterstop werden er een aantal nieuwe spelers onder contract geplaatst waardoor Lubebakio als huurspeler naar het achterplan verdween. Hij speelde een kleurloos seizoen bij Wolfsburg, dat 12e eindigde. Lukebakio speelde 25 wedstrijden, waarvan zeven als basisspeler, voor de 'Volkswagen-club' en scoorde hierin slechts één keer en wist hij drie assists te geven.

#### Terugkeer naar Hertha BSC
In de zomer van 2022 keerde Dodi Lukebakio terug naar Hertha BSC. Lukebakio werd aanvankelijk aangeboden bij zowat alle topclubs, maar deze hapten niet toe. Er zijn zelfs nooit gesprekken tussen die clubs mett de speler zelf geweest. Lukebakio dacht eraan terug te keren naar België. Uiteindelijk besliste hij te blijven bij Hertha. Hij had nog een contract tot medio 2024. Zijn mindset was simpel: een constant niveau halen en opnieuw een basisplaats veroveren. Op de vijfde speeldag van de Bundesliga scoorde Lukebakio een eerste keer. Hij stond op het uur op de juiste plek om de openingstreffer tegen de touwen te knikken. Hertha Berlijn won de wedstrijd tegen Augsburg met 0-2. Op 5 november 2022 was hij tegen Bayern München weer trefzeker. Met zijn zesde doelpunt van het seizoen kon hij de 2-3 thuisnederlaag niet verhinderen. Met trainer Sandro Schwarz had hij een enorme klik.
Eind januari 2023 was er interesse van het Spaanse Sevilla. Hertha weigerde het bod aangezien het in acute degradatienood zat en Lukebakio een sleutelspeler was. Ook PSV werd wandelen gestuurd. Hij zat op dat ogenblik aan zeven doelpunten. Op 5 maart 2023 scoort hij tegen Leverkusen zijn tiende doelpunt van het seizoen. Ondanks zijn doelpunt ging Hertha met 4-1 de boot in.
Hertha kon zich ondanks een sterk seizoen van Lukebakio niet redden. Hij scoorde elf goals en was goed voor drie assists in 33 wedstrijden.

### Sevilla FC
Lukebakio had geen zin in een seizoen in de Duitse tweede klasse met Hertha en ging actief op zoek naar een nieuwe ploeg. Die vond hij in Europa League-winnaar Sevilla dat hem eind augustus 2023 een contract van vijf jaar voorschotelde. Met de transfer was ruim € 10.000.000,- gemoeid.
Op 17 september maakte Lukebakio zijn debuut voor Sevilla in de Primera División-wedstrijd tegen Las Palmas en was meteen goed voor een doelpunt. Hij mocht in de 61e minuut invallen voor Suso en amper 10 minuten later maakte de Belg het winnende doelpunt voor Sevilla (1-0). Een speeldag later tegen Las Palmas stond hij voor het eerst in de basis. Een speeldag later maakte hij tegen rode lantaarn Almeria met een heerlijke slalom een wereldgoal, meteen zijn tweede in Spaanse loondienst (5-1).

## Clubstatistieken
| Seizoen | Club                 | Land               | Competitie     | Competitie | Competitie | Beker | Beker | Supercup | Supercup | Europees | Europees | Totaal | Totaal |
| Seizoen | Club                 | Land               | Competitie     | Wed.       | Dlp.       | Wed.  | Dlp.  | Wed.     | Dlp.     | Wed.     | Dlp.     | Wed.   | Dlp.   |
| ------- | -------------------- | ------------------ | -------------- | ---------- | ---------- | ----- | ----- | -------- | -------- | -------- | -------- | ------ | ------ |
| 2015/16 | RSC Anderlecht       | Vlag van België    | Eerste klasse  | 17         | 1          | 0     | 0     | —        | —        | 1        | 0        | 18     | 1      |
| 2016/17 | → Toulouse FC        | Vlag van Frankrijk | Ligue 1        | 5          | 0          | 1     | 0     | —        | —        | —        | —        | 6      | 0      |
| 2017/18 | → Sporting Charleroi | Vlag van België    | Eerste klasse  | 19         | 3          | 1     | 0     | —        | —        | —        | —        | 20     | 3      |
| 2017/18 | Watford              | Vlag van Engeland  | Premier League | 1          | 0          | 0     | 0     | —        | —        | —        | —        | 1      | 0      |
| 2018/19 | → Fortuna Düsseldorf | Vlag van Duitsland | Bundesliga     | 31         | 10         | 3     | 4     | —        | —        | —        | —        | 34     | 14     |
| 2019/20 | Hertha BSC           | Vlag van Duitsland | Bundesliga     | 30         | 7          | 3     | 1     | —        | —        | —        | —        | 33     | 8      |
| 2020/21 | Hertha BSC           | Vlag van Duitsland | Bundesliga     | 29         | 5          | 1     | 2     | —        | —        | —        | —        | 30     | 7      |
| 2021/22 | Hertha BSC           | Vlag van Duitsland | Bundesliga     | 3          | 1          | 1     | 0     | —        | —        | —        | —        | 4      | 1      |
| 2021/22 | → VfL Wolfsburg      | Vlag van Duitsland | Bundesliga     | 11         | 0          | 0     | 0     | —        | —        | 5        | 0        | 16     | 0      |
| Totaal  | Totaal               | Totaal             | Totaal         | 146        | 27         | 10    | 7     | 0        | 0        | 6        | 0        | 162    | 34     |

## Interlandcarrière
Lukebakio maakte op 4 oktober 2016 zijn interlanddebuut voor Congo-Kinshasa tegen Kenia. Een jaar later riep de Belgische beloftenbondscoach Johan Walem hem op voor de EK-kwalificatiewedstrijd van België –21 tegen Turkije op 5 september 2017. Lukebakio viel tegen Turkije (0-0) na 70 minuten in voor Aristote Nkaka. Met goals tegen Cyprus, Hongarije, Malta en Zweden droeg hij een steentje bij tot de kwalificatie van België voor het EK onder 21 in 2019. Lukebakio werd door Johan Walem geselecteerd voor het EK, waar hij in alle groepsduels in actie kwam en in de eerste wedstrijd een assist gaf voor de 3-2 aansluitingstreffer van Dion Cools tegen Polen.
Op 30 september 2020 werd Lukebakio voor het eerst door bondscoach Roberto Martínez geselecteerd voor de Rode Duivels voor de vriendschappelijke wedstrijd tegen Ivoorkust en de Nations League-interlands tegen Engeland en IJsland. Hij was een van de vijf nieuwe gezichten. Ook Sebastiaan Bornauw, Joris Kayembe, Alexis Saelemaekers en Zinho Vanheusden kregen hun eerst oproepingsbrief voor de grote jongens.
Lukebakio debuteerde op 11 november 2020 voor de Rode Duivels tegen Zwitserland in een vriendschappelijk duel. Hij startte in de basis en werd in de 92e minuut vervangen door een andere debutant De Ketelaere. De wedstrijd eindigde in een 2-1 overwinning. Hiermee is Lukebakio de 700ste Rode Duivel met een cap achter zijn naam.
Lukebakio scoorde op 13 oktober 2023 zijn eerste twee doelpunten EK-kwalificatiewedstrijden tegen Oostenrijk. België won met 2-3, waarmee het gekwalificeerd was voor het EK 2024 in Duitsland. Eind mei 2024 werd hij door bondscoach Domenico Tedesco opgenomen in de EK-eindselectie.

## Interlands
| Interlands van Dodi Lukebakio voor België | Interlands van Dodi Lukebakio voor België | Interlands van Dodi Lukebakio voor België | Interlands van Dodi Lukebakio voor België | Interlands van Dodi Lukebakio voor België | Interlands van Dodi Lukebakio voor België |
| No.                                       | Datum                                     | Wedstrijd                                 | Uitslag                                   | Soort Wedstrijd                           | Doelpunten                                |
| Als speler bij Hertha BSC                 | Als speler bij Hertha BSC                 | Als speler bij Hertha BSC                 | Als speler bij Hertha BSC                 | Als speler bij Hertha BSC                 | Als speler bij Hertha BSC                 |
| ----------------------------------------- | ----------------------------------------- | ----------------------------------------- | ----------------------------------------- | ----------------------------------------- | ----------------------------------------- |
| 1.                                        | 11 november 2020                          | België – Zwitserland                      | 2 – 1                                     | Vriendschappelijk                         | -                                         |
| Als speler bij VfL Wolfsburg              |                                           |                                           |                                           |                                           |                                           |
| 2.                                        | 2 september 2021                          | Estland - België                          | 2 – 5                                     | Kwalificatie WK 2022                      | -                                         |
| 3.                                        | 5 september 2021                          | België − Tsjechië                         | 3 – 0                                     | Kwalificatie WK 2022                      | -                                         |
| 4.                                        | 8 september 2021                          | Wit-Rusland − België                      | 0 – 1                                     | Kwalificatie WK 2022                      | -                                         |
| Als speler bij Hertha BSC                 |                                           |                                           |                                           |                                           |                                           |
| 5.                                        | 25 september 2022                         | Nederland – België                        | 1 – 0                                     | UEFA Nations League 2022/23               | -                                         |
| 6.                                        | 24 maart 2023                             | Zweden – België                           | 0 – 3                                     | Kwalificatie EK 2024                      | -                                         |
| 7.                                        | 28 maart 2023                             | Duitsland – België                        | 2 – 3                                     | Vriendschappelijk                         | -                                         |
| 8.                                        | 17 juni 2023                              | België – Oostenrijk                       | 1 – 1                                     | Kwalificatie EK 2024                      | -                                         |
| Als speler bij Sevilla FC                 |                                           |                                           |                                           |                                           |                                           |
| 9.                                        | 9 september 2023                          | Azerbeidzjan – België                     | 0 – 1                                     | Kwalificatie EK 2024                      | -                                         |
| 10.                                       | 12 september 2023                         | België – Estland                          | 5 – 0                                     | Kwalificatie EK 2024                      | -                                         |
| 11.                                       | 13 oktober 2023                           | Oostenrijk – België                       | 2 – 3                                     | Kwalificatie EK 2024                      | 12' 55'                                   |
| 12.                                       | 15 november 2023                          | België – Servië                           | 1 – 0                                     | Vriendschappelijk                         | -                                         |
| 13.                                       | 23 maart 2024                             | Ierland – België                          | 0 – 0                                     | Vriendschappelijk                         | -                                         |
| 14.                                       | 26 maart 2024                             | Engeland – België                         | 2 – 2                                     | Vriendschappelijk                         | -                                         |
| 15.                                       | 5 juni 2024                               | België – Montenegro                       | 2 – 0                                     | Vriendschappelijk                         | -                                         |
| 16.                                       | 17 juni 2024                              | België – Slowakije                        | 0 – 1                                     | EK 2024 groepsfase                        | -                                         |
| 17.                                       | 22 juni 2024                              | België – Roemenië                         | 2 – 0                                     | EK 2024 groepsfase                        | -                                         |
| 18.                                       | 1 juli 2024                               | Frankrijk – België                        | 1 – 0                                     | EK 2024 achtste finale                    | -                                         |
| 19.                                       | 6 september 2024                          | België – Israël                           | 3 – 1                                     | UEFA Nations League 2024/25               | -                                         |
| 20.                                       | 9 september 2024                          | Frankrijk – België                        | 2 – 0                                     | UEFA Nations League 2024/25               | -                                         |
| 21.                                       | 10 oktober 2024                           | Italië – België                           | 2 – 2                                     | UEFA Nations League 2024/25               | -                                         |
| 22.                                       | 14 oktober 2024                           | België – Frankrijk                        | 1 – 2                                     | UEFA Nations League 2024/25               | -                                         |
| 23.                                       | 14 november 2024                          | België – Italië                           | 0 – 1                                     | UEFA Nations League 2024/25               | -                                         |
| 24.                                       | 17 november 2024                          | Israël – België                           | 1 – 0                                     | UEFA Nations League 2024/25               | -                                         |
| 25.                                       | 20 maart 2025                             | Oekraïne – België                         | 3 – 1                                     | UEFA Nations League 2024/25 barrages      | -                                         |
| 26.                                       | 9 juni 2025                               | België – Wales                            | 4 – 3                                     | Kwalificatie WK 2026                      | -                                         |
| Totaal                                    | Totaal                                    | Totaal                                    | Totaal                                    | Totaal                                    | 2                                         |

Bijgewerkt t/m 9 juni 2025

## Trivia
- Dodi's jongere broer Levi speelde in het seizoen 2020/21 bij Crossing Schaerbeek.[45] Sinds 2021 speelt hij voor Rupel Boom.[46]

1 Fernández ·
3 Pedrosa ·
4 Salas ·
6 Gudelj ·
7 Romero ·
8 Ortiz ·
9 Iheanacho ·
10 Suso ·
11 Lukebakio ·
12 Sambi Lokonga ·
13 Nyland ·
14 Peque ·
15 Montiel ·
16 Navas  ·
17 Ñíguez ·
18 Agoumé ·
19 Barco ·
20 Sow ·
21 Ejuke ·
22 Badé ·
23 Marcão ·
24 Nianzou ·
26 Sánchez ·
27 Idumbo Muzambo ·
31 Flores ·
32 Carmona ·
Coach: Pimienta
· Assistent-coach: García
1 Casteels ·
2 Debast ·
3 Theate ·
4 Faes ·
5 Vertonghen ·
6 Witsel ·
7 De Bruyne  ·
8 Tielemans ·
9 Trossard ·
10 Lukaku ·
11 Carrasco ·
12 Kaminski ·
13 Sels ·
14 Lukebakio ·
15 Meunier ·
16 Vranckx ·
17 De Ketelaere ·
18 Mangala ·
19 Bakayoko ·
20 Openda ·
21 Castagne ·
22 Doku ·
23 Vermeeren ·
24 Onana ·
25 De Cuyper ·
Coach: Tedesco